# Would I Lie to You? (Charles & Eddie)
Would I Lie to You? is een nummer van het Amerikaanse muziekduo Charles & Eddie. Het is de eerste single van hun debuutalbum Duophonic uit 1992. Op 4 augustus dat jaar werd het nummer eerst in de VS en Canada op single uitgebracht. Op 1 oktober volgde Europa en op 19 oktober  Australië, Nieuw-Zeeland en Zimbabwe.
De single moet niet verward worden met een gelijknamige plaat van de Britse groep Eurythmics welke in 1985 een bescheiden hit in Nederland en België was.

## Achtergrond
De single werd in de winter van 1992-1993 een wereldwijde hit en wist in veel landen de top 3 te bereiken. In thuisland de VS werd de 13e positie beteikt in de  Billboard Hot 100. In Canada en Australië de 3e, Zimbabwe, Nieuw-Zeeland, Duitsland, Oostenrijk en het Verenigd Koninkrijk de nummer 1-positie, Zweden en Noorwegen de 3e, Frankrijk, Denemarken, Ierland en de Eurochart Hot 100 de 2e positie.
In Nederland werd de plaat op zaterdag 21 november 1992 (nieuwe uitzenddag Veronica) verkozen tot Radio 3 Alarmschijf van de week op het vernieuwde Radio 3 en werd een gigantische hit in de destijds twee landelijke hitlijsten op de nationale publieke popzender. De single 
bereikte in zowel de Nederlandse Top 40 als de Nationale Top 100 de 2e positie. Ook stond de single nog tot maart 1993 genoteerd in de op 7 februari 1993 gestarte nieuwe publieke hitlijst op Radio 3; de Mega Top 50. 
In België bereikte de single  de nummer 1-positie in zowel de voorloper van de Vlaamse Ultratop 50 als de Vlaamse Radio 2 Top 30. In Wallonië werd géén notering behaald.
In 2022 samplede de Nederlandse rapper Jack een deel van de single in zijn single Liegen, die hij samen met Josylvio uitbracht.
In de sinds december 1999 jaarlijks uitgezonden NPO Radio 2 Top 2000 van de Nederlandse publieke radiozender NPO Radio 2 stond de single uitsluitend van 1999 t/m 2002 in de lijst genoteerd, met als hoogste notering een 1500e positie in 1999.

## NPO Radio 2 Top 2000
| Nummer met noteringen in de NPO Radio 2 Top 2000 | '99  | '00  | '01  | '02  |
| ------------------------------------------------ | ---- | ---- | ---- | ---- |
| Would I Lie to You?                              | 1500 | 1584 | 1917 | 1796 |

1. ↑  Een vetgedrukt getal geeft de hoogste notering aan.
2. ↑  Deze tabel is bijgewerkt tot en met de meest recente editie (2024).

## Versie van David Guetta
In 2016 maakten de Franse dj's David Guetta en Cedric Gervais een houseversie van Would I Lie to You?, ingezongen door de Amerikaanse zanger Chris Willis. Hun versie haalde in veel, voornamelijk Europese landen de hitlijsten. Vooral in Oost-Europa was deze versie zeer succesvol. In Frankrijk, het thuisland van Guetta en Gervais, behaalde de single een bescheiden 20e positie. 
In Nederland bleef de single steken op een 9e positie in de Tipparade op destijds Radio 538. De single behaalde wél de 27e positie in de publieke hitlijst; toentertijd de Mega Top 50 op NPO 3FM.
In België bereikte de single de 34e positie in de Vlaamse Ultratop 50 en zowel de Vlaamse Radio 2 Top 30 als de Waalse Ultratop 50 werd de 23e positie behaald.